# Bush River, British Columbia
Bush River är ett vattendrag i Kanada.   Det ligger i provinsen British Columbia, i den centrala delen av landet, 3 100 km väster om huvudstaden Ottawa.
I omgivningarna runt Bush River växer i huvudsak barrskog. Trakten runt Bush River är nära nog obefolkad, med mindre än två invånare per kvadratkilometer.